# 布兰科·斯克罗切
布兰科·斯克罗切（1955年5月17日—），克罗地亚男子篮球运动员。他曾代表南斯拉夫国家队参加1980年夏季奥林匹克运动会篮球比赛，获得一枚金牌。